# Gheorghe Roșculeț
Gheorghe Roșculeț (n. 24 iulie 1952) este un fost deputat român în legislatura 2000-2004, ales în județul Brașov pe listele partidului PSD. Gheorghe Roșculeț a fost validat ca deputat pe data de 5 martie 2001 și l-a înlocuit pe deputatul Gheorghe Fulga. În cadrul activității sale parlamentare, Gheorghe Roșculeț a fost membru în grupurile parlamentare de prietenie cu Republica Algeriană Democratică și Populară, Republica Azerbaidjan și Republica Kazahstan. 

## Legături externe
- Gheorghe Roșculeț[nefuncțională]
 la cdep.ro